# Кіракіра
Кіракіра — місто на Соломонових Островах, столиця провінції Макіра-Улава.

## Географія
Кіракіра розташована на північному узбережжі острова Макіра.

### Клімат
Місто знаходиться у зоні, котра характеризується вологим тропічним кліматом. Найтепліший місяць — січень із середньою температурою 26.7 °C (80 °F). Найхолодніший місяць — липень, із середньою температурою 25.6 °С (78 °F).
| Клімат Кіракіри         | Клімат Кіракіри | Клімат Кіракіри | Клімат Кіракіри | Клімат Кіракіри | Клімат Кіракіри | Клімат Кіракіри | Клімат Кіракіри | Клімат Кіракіри | Клімат Кіракіри | Клімат Кіракіри | Клімат Кіракіри | Клімат Кіракіри | Клімат Кіракіри |
| Показник                | Січ.            | Лют.            | Бер.            | Квіт.           | Трав.           | Черв.           | Лип.            | Серп.           | Вер.            | Жовт.           | Лист.           | Груд.           | Рік             |
| Абсолютний максимум, °C | 33              | 33              | 33              | 32              | 32              | 32              | 32              | 32              | 32              | 33              | 33              | 33              | 33              |
| Середній максимум, °C   | 30              | 30              | 30              | 30              | 30              | 30              | 29              | 29              | 29              | 30              | 30              | 30              | 30              |
| Середня температура, °C | 26              | 26              | 26              | 26              | 26              | 26              | 25              | 25              | 26              | 26              | 26              | 26              | 26              |
| Середній мінімум, °C    | 22              | 22              | 22              | 22              | 22              | 22              | 21              | 21              | 21              | 22              | 22              | 22              | 22              |
| Абсолютний мінімум, °C  | 16              | 19              | 19              | 18              | 18              | 18              | 13              | 16              | 17              | 17              | 17              | 19              | 13              |
| Норма опадів, мм        | 340             | 350             | 380             | 310             | 280             | 230             | 330             | 340             | 250             | 250             | 230             | 290             | 3630            |
| ----------------------- | --------------- | --------------- | --------------- | --------------- | --------------- | --------------- | --------------- | --------------- | --------------- | --------------- | --------------- | --------------- | --------------- |
| Джерело: Weatherbase    |                 |                 |                 |                 |                 |                 |                 |                 |                 |                 |                 |                 |                 |